# موتولاس
موتولاس (به لاتین: Moutoullas) یک روستا در قبرس است که در ناحیه نیکوزیا واقع شده‌است.

## خصوصیات
موتولاس  ۱۷۴ نفر جمعیت دارد و ۸۰۰ متر بالاتر از سطح دریا واقع شده‌است.